# 波卡岡鎮區 (密歇根州)
波卡岡鎮區（英語：Pokagon Township）是位於美國密歇根州卡斯縣的一個行政鎮區。

## 地方資料
波卡岡鎮區的面積為88.70平方千米，當中陸地面積為88.10平方千米，而水域面積為0.60平方千米。根據2020年美國人口普查的數據，當地共有人口2119人，而人口密度為每平方千米23.89人。